# Gilles Grangier
Gilles Grangier, all'anagrafe Grangier Gill Gaston (Parigi, 5 maggio 1911 – Suresnes, 27 aprile 1996), è stato un regista e sceneggiatore francese.

## Filmografia parziale

### Cinema
- Sposata ieri (Jeunes mariés) (1953)
- La vergine del Reno (La vierge du Rhin) (1953)
- I giganti (Gas-oil) (1955)
- Sangue alla testa (Le Sang à la tête) (1956)
- Il dado è tratto (Le rouge est mis) (1957)
- Scacco alla morte (Échec au porteur) (1958)
- Il vizio e la notte (Le désordre et la nuit) (1958)
- Archimede le clochard (1959)
- Gli allegri veterani (Les vieux de la vieille) (1960)
- Il re dei falsari (Le cave se rebiffe) (1961)
- Il re delle corse (Le gentleman d'Epsom) (1962)
- Maigret e i gangsters (Maigret voit rouge) (1963)
- Per favore, chiudete le persiane (Les Bons Vivants o Un grand Seigneur) (1965)
- Danger - Dimensione morte (Train d'enfer) (1965)
- Sous le signe du taureau (1969)
- Un cave (1972)
- Gross Paris (1974)

### Televisione
- Deux ans de vacances – serie TV, episodio 1x01 (1974)
- Ne le dites pas avec des roses!... – serie TV, 26 episodi (1977)
- Les Insulaires – film TV (1979)
- I gialli insoliti di William Irish (Histoires insolites) – serie TV, episodio 2x06 (1979)
- Jean-Sans-Terre – film TV (1980)
- Wilhelm Cuceritorul – film TV (1982)
- Brigate Verdi (Brigade verte) – serie TV, episodi 1x02-1x06-1x08 (1985)